# Jegindø
Jegindø – duńska wyspa leżąca na zachodniej części cieśniny Limfjorden, tuż obok półwyspu Thyholm z którą łączy ją połączenie mostowe.

## Krótki opis
Administracyjnie wyspa należy do gminy Struer w Jutlandii Środkowej.
- powierzchnia: 7,91 km²
- wymiary: 6 km (dł.) x 3 km (szer.)
- ludność: 415 mieszkańców (2017 r.)[1]
- gęstość zaludnienia: 52,47 osób/km²
- najwyższe wzniesienie: 13 m n.p.m.

Na wyspie znajdują się dwa kościoły – protestancki oraz wielowyznaniowy kościół misyjny, port rybacki, szkoła oraz bank. Mieszkańcy zajmują się głównie rolnictwem oraz rybołówstwem.